# Ориндж Уолк
Ориндж Уолк (на английски: Orange Walk) е един от 6-те окръга на централноамериканска държава Белиз. Неговият окръжен център е Ориндж Уолк Таун. Населението му е 43 459 жители (по приблизителна оценка от юли 2017 г.). Оринжд Уолк е вторият по площ окръг в страната.